# バスケットボールルワンダ代表
バスケットボールルワンダ代表（バスケットボールルワンダだいひょう、Rwanda men's national basketball team）は、ルワンダバスケットボール連盟により国際大会に派遣される男子バスケットボールのナショナルチームである。

## 歴史
2000年代中期より実力を付けていき、東アフリカの雄として2007年より4大会連続でアフリカ選手権に出場した。

## 主な国際大会成績
- オリンピック
  - 出場なし
- ワールドカップの成績
  - 出場なし
- アフリカ選手権の成績
  - 2007年 ― 12位
  - 2009年 ― 9位
  - 2011年 ― 12位
  - 2013年 ― 10位
  - 2017年 ― 10位
  - 2021年 ― 10位

## 歴代代表選手
- プリンス・イベ
- マシュー・ミラー
- ケンダール・グレイ
- ダリウス・トンプソン

## 歴代ヘッドコーチ
- シェィク・サール (2021-)